# Sòl lunar

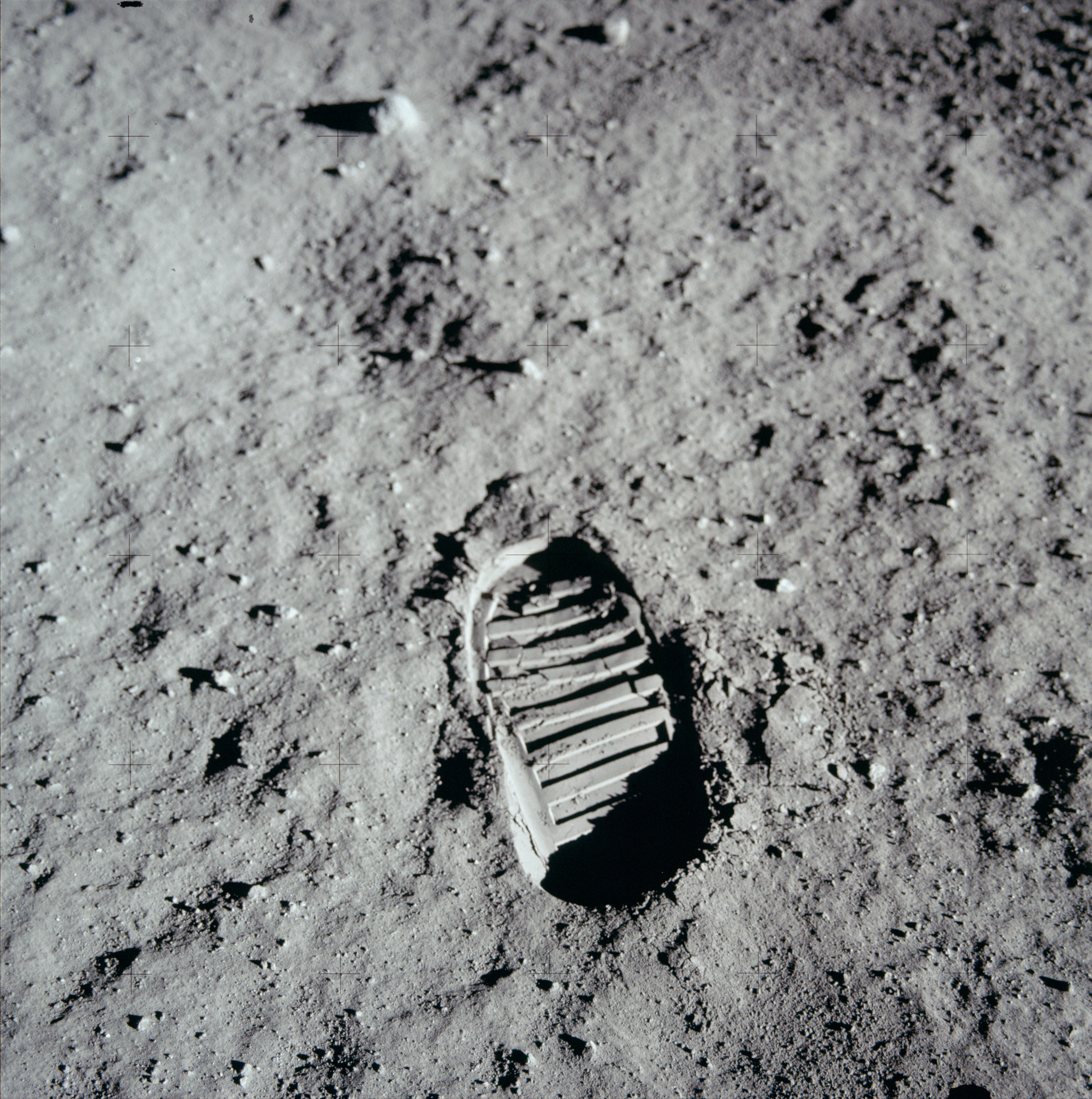
Petjada en el sòl lunar

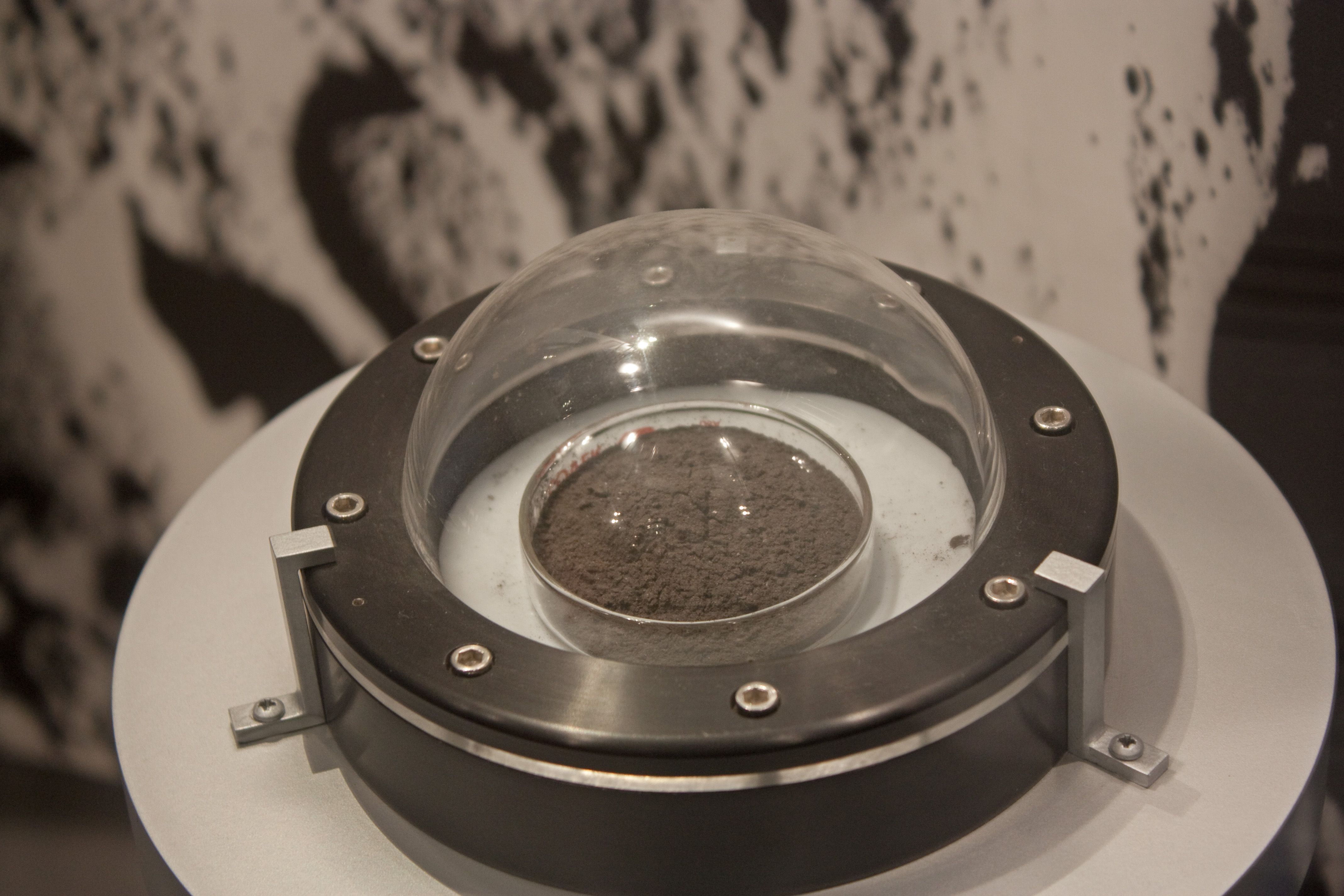
Regolita presa durant la missió Apollo 17.

El sòl lunar és la fina fracció de regolita trobada en la superfície de la Lluna. Les seves propietats poden diferir significativament de la superfície terrestre. Les propietats físiques de la superfície lunar són bàsicament el resultat de la desintegració mecànica de roques basàltiques i anortosita, causada per continus impactes de meteors i el bombardeig interestel·lar de partícules atòmiques carregades durant milions d'anys. El procés és, en gran manera, de meteorització mecànica en la qual les partícules es tornen cada vegada més fines amb el pas del temps. Aquesta situació contrasta radicalment amb la formació de la superfície terrestre, la que és intervinguda per la presència d'oxigen molecular, humitat, vent atmosfèric, i una profunda influència del procés biològic desenvolupat sobre la mateixa. Algunes persones han argumentat que el terme "sòl" no és correcte en el cas de la superfície lunar, atès que a la terra el que es comprèn per "sòl" posseeix matèria orgànica, element no present en la Lluna. De totes maneres, l'estàndard d'ús científic tendeix a ignorar aquesta distinció.
El terme sòl lunar és freqüentment usat indistintament juntament amb el de "regolita lunar", no obstant això, generalment refereix solament a la prima capa de regolita, la que es compon de grànuls menors a un centímetre de diàmetre. El terme pols lunar generalment refereix a una consistència de materials encara més fina en comparació a la present en el sòl lunar. Encara que no hi ha una definició clara sobre la grandària de les fraccions constituents de la "pols", es refereix en algunes fonts diàmetres menors a 50 micròmetres, i a vegades, a 10 micròmetres.

## Procés de formació del sòl

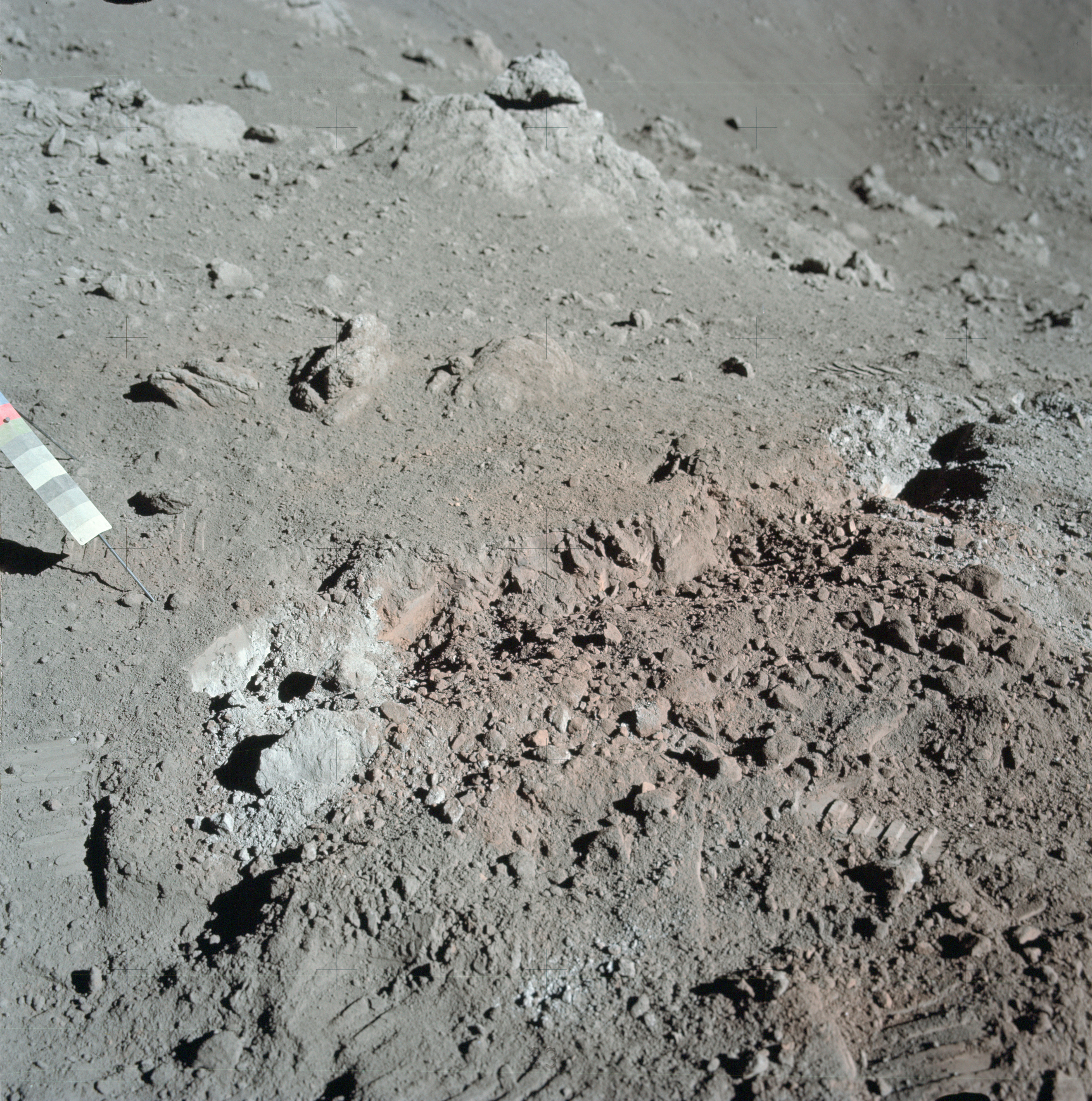
Sòl ataronjat oposat durant la missió Apollo 17, a causa del seu contingut de perles de vidre volcànic.

Gran part dels processos involucrats en la formació del sòl lunar són:
- Comminució: Ruptura mecànica de roques i minerals en partícules més petites per impactes de meteorits i micrometeorits
- Aglutinació: Unió de minerals i fragments de roca, juntament amb els cristalls produïts per l'impacte de micrometeorits, i
- Vent solar: Espal·lació i implantació causats per impactes de ions i partícules d'alta energia.

Aquests processos no solament dona com a resultat el sòl lunar, si no que també continua el canvi físic i òptic de les propietats del sòl lunar a través del temps, aquest procés és conegut com l'erosió espacial.
A més, el procés de font de lava, pel qual la lava volcànica surt comiat i es refreda en petites gotes cristal·litzades abans de baixar a la superfície, pot crear dipòsits importants en alguns llocs, com el sòl taronja trobat en el Cràter Shorty a la vall de Taurus-Littrow per la missió Apollo 17 i les cristal·litzacions verdes trobades per la missió Apollo 15 en Hadley-Apenins. Es creu que aquests dipòsits de gotes de lava són l'origen dels dipòsits de mantell fosc (DMD, per les seves sigles en anglès Dark Mantle Deposits) en altres zones de la Lluna.

## Mineralogia i composició
El sòl lunar es compon de diversos tipus de partícules, entre els quals es troben fragments de roca, fragments monominerals i diferents tipus de vidres, incloent partícules aglutinades i gotes creades per volcans i impactes. Els aglutinats es formen per impactes de micrometeorits en la superfície lunar, la qual cosa fon i fusiona a petita escala materials adjacents amb minúsculs fragments de ferro metàl·lic. Aquest ferro es troba incrustat en la pela vidriosa de cada partícula de pols.
Amb el pas del temps, els materials del sòl es barregen tant en vertical com en horitzontal (a través d'un procés denominat "jardineria") pels processos ocorreguts després dels impactes. No obstant això, la contribució de material a gran distància és relativament menor en quantitat, per la qual cosa la composició del sòl en un lloc reflectirà majoritàriament la composició de la base rocosa d'aquest lloc.
Existeixen dues enormes diferències entre la química del regolita lunar i la del sòl format de materials terrestres. Primerament, la Lluna compta amb un ambient extremadament àrid. Per això, alguns materials que compten amb l'aigua com a part de la seva estructura, com són l'argila, la mica i els amfíbol no existeixen en la Lluna. La segona diferència és que el regolita lunar i la seva escorça es redueixen pel procés químic de reducció-oxidació, al contrari que l'escorça terrestre, que principalment sofreix oxidació. En el cas específic del regolita lunar, això ocorre, almenys en part, pel bombardeig constant d'hidrogen (H) provinent del vent solar que sofreix la superfície lunar. Una conseqüència d'això és que el ferro present en la Lluna es troba en l'estat metàl·lic 0 i en el d'oxidació +2, mentre que a la Terra es troba principalment en els estats d'oxidació +2 i +3.

## Propietats del sòl lunar
La importància d'obtenir coneixements sobre les propietats del sòl lunar és significativa. El potencial per construir estructures, sistemes de transport per terra i sistemes de gestió de residus, per posar alguns exemples, dependrà de les dades obtingudes de l'experimentació amb mostres de sòl lunar. La capacitat de suport de pes del terreny és un paràmetre vital en el disseny d'aquestes estructures a la Terra.
A causa de la infinitat d'impactes de meteorits (amb velocitats al voltant de 20 km/s), la superfície lunar està coberta amb una fina capa de pols. Aquesta pols està carregada elèctricament, i es pega a la superfície del que toca. El sòl es torna molt dens sota la capa superior de regolita.
Altres factors que poden afectar les propietats del sòl lunar inclouen anàlisis tèrmics diferencials de temperatura, la presència de buit, i l'absència d'un camp magnètic significatiu en la Lluna (el que permet a les partícules carregades del vent solar xocar contínuament amb la superfície de la Lluna). Una força gravitatòria menor i l'absència de pressió atmosfèrica són factors addicionals que afectaran al disseny de les estructures en la superfície de la Lluna.

## Creacionisme de la Terra jove
Des de juny de 1971, moment en el qual Harold Slusher va publicar un article en la revista Creation Research Society Quarterly, molts creacionistes que creuen en la teoria que la Terra és jove van argumentar que no existeix tanta pols còsmica en la superfície lunar com es podria esperar d'una Lluna que porta 4.5 mil milions d'anys existint. Entre els creacionistes que esmenten aquest argument s'inclou Kent Hovind. No obstant això, com ja va argumentar Answers in Genesis, una església apologètica cristiana, aquest argument es basa en l'estimació que s'acumulaven 39.150 tones de pols lunar al dia. Ja es va comprovar que aquest càlcul estava antiquat i era massa exagerat: mesures més recents dutes a terme amb satèl·lits mostren una acumulació de 60 tones al dia a la Terra, la qual cosa implicaria una acumulació de 2.3 tones al dia a la Lluna.
També es va mostrar por davant la possibilitat que els astronautes de la missió Apollo s'enfonsessin en enormes quantitats de pols, a causa de la velocitat a la qual aquesta s'acumulava. No obstant això i com va indicar Steven Shore, "El 1965, es va dur a terme una conferència sobre la naturalesa de la superfície lunar. La conclusió que es va extreure tant de les propietats òptiques de difusió de llum observades des de la Terra com de les primeres fotos del Ranger va ser que no existia cap evidència que existeixi una àmplia capa de pols".

## Fontes de pols lunar i levitació electroestàtica
Hi ha senyals que la Lluna pot tenir una lleugera atmosfera de partícules de pols en moviment. Aquestes pugen i baixen constantment de la superfície de la Lluna, creant una "atmosfera de pols" que sembla immòbil però es compon de partícules de pols en moviment constant. El terme "font lunar" s'usa per descriure aquest efecte per analogia amb els dolls de molècules d'aigua en una font, que semblen no moure's en seguir una trajectòria balística a causa de la continuïtat del doll. Segons un model proposat en el 2005 per Timothy J. Stubbs, Richard R. Vondrak i William M. Farrell del Laboratori de Física Extraterrestre, situat en el Centre del Vol Espacial Goddard de la NASA, aquest fenomen ocorre per la levitació. En el costat de la Lluna que rep llum solar, els raigs raigs X i ultraviolats compten amb la suficient energia per llevar electrons als àtoms i molècules del sòl lunar. D'aquesta manera la superfície es carrega positivament fins que les partícules més minúscules de pols lunar (aquelles d'un micròmetre o menys) són llançades a l'aire per repulsió. Aquestes partícules poden alçar-se des de metres a quilòmetres, amb les partícules més petites aconseguint major altitud. Finalment cauen a la superfície, on es repeteix el procés. En el costat que no rep llum, la pols lunar es carrega negativament a causa del vent solar El model de les fonts lunars indica que el costat que no rep llum solar es carregaria a voltatges més alts que el costat que sí la rep, la qual cosa possiblement llançaria aquestes partícules de pols lunar a major velocitat i altitud. Aquest efecte podria veure's augmentat durant la part de l'òrbita lunar en la qual aquesta passa a través de la magnetocua de la Terra; per a més informació vegeu camp magnètic lunar. En el terminador es podrien formar importants camps elèctrics horitzontals entre la zona il·luminada i la que no. Això podria causar una transferència de pols lunar horitzontal (una espècia de "tempesta lunar").

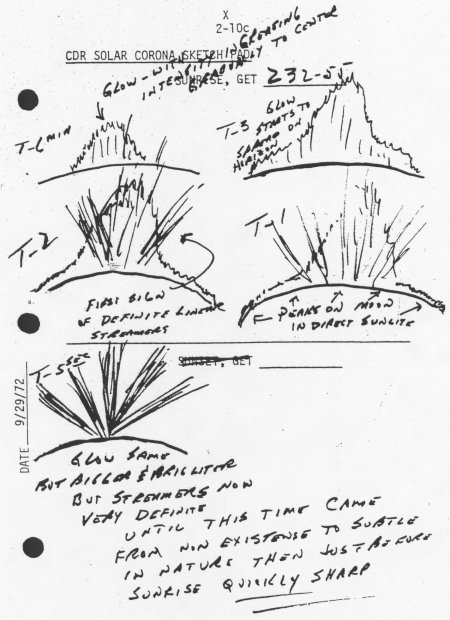
"Raigs crepusculars" lunars esbossats pels astronautes de l'Apollo 17

Aquest efecte ho va anticipar l'autor de ciència-ficció Hal Clement en el seu relat curt "Dust Rag", publicat en la revista Astounding Science Fiction.
En 1956, el científic americà Thomas Townsend Brown també va poder haver predit un cicle similar de pujada i baixada de la pols lunar sotmesa a aquest efecte fotoelèctric (a més d'especulació controvertida i encara sense resoldre sobre les inusuals propietats gravitatòries de la pols lunar, interès que va mantenir durant tota la seva vida).

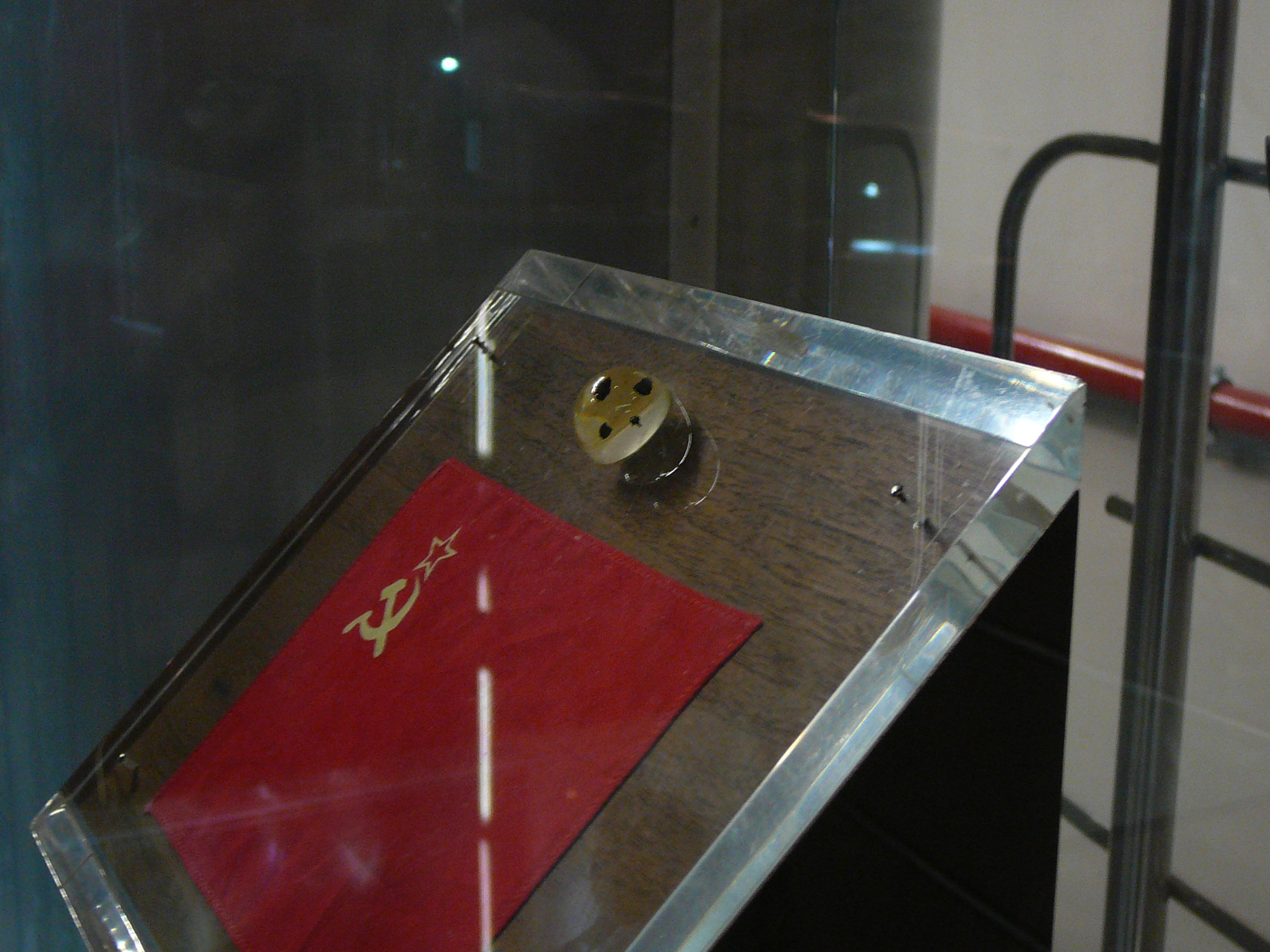
Tros de regolita de la missió Apollo 11 lliurat a la Unió Soviètica i exposat en el Museu Commemoratiu de l'Astronaútica de Moscou.

Existeixen algunes proves de l'existència d'aquest efecte. A principis de la dècada dels 60 i abans de la missió Apollo 11, la sonda lunar Surveyor 7 i unes altres sondes lunars que van aterrar en la Lluna van tornar A més, el distant horitzó entre la terra i el cel no es veia nítid, com s'hagués esperat en un buit on no hi havia boirina atmosfèrica. El 1972, els astronautes de la missió Apollo 17 van veure i van dibuixar diverses vegades el que van anomenar "bandes", "cintes" o "raigs crepusculars", durant els 10 segons previs a l'alba i a la posta de sol en la Lluna. Els astronautes de les missions Apollo 8, 10 i 15 també van informar que havien vist aquests raigs. Aquest fenomen podria ser similar als raigs crepusculars de la Terra.
La missió Apollo 17 també va establir un experiment en la superfície de la Lluna anomenat LEAM, acrònim de Lunar Ejecta and Meteorites (expulsió de material lunar i meteorits). Es va dissenyar amb la idea d'observar la pols aixecada per l'impacte de petits meteoroides amb la superfície lunar. Comptava amb tres sensors que registraven la velocitat, energia i adreça (un de cada, apuntant cap amunt, a l'est i a l'oest) de les partícules minúscules de pols. El LEAM observava una gran quantitat de partícules de pols cada matí que generalment provenien de l'est o de l'oest (en comptes de per a dalt o per a baix) i a velocitats més lentes de les quals s'esperaven a causa de l'expulsió de material per impactes en la superfície lunar. Cada dia, hores després del clarejar lunar, la temperatura de l'experiment augmentava a gairebé 100 graus centígrads, per la qual cosa s'apagava el LEAM per evitar que se sobreescalfés. Es va especular sobre la possibilitat que aquest sobreescalfament ocorregués a causa de la pols lunar carregada elèctricament, que s'adheria al paquet de l'experiment i absorbia la llum solar, en comptes de reflectir-la.
També es creu que aquestes tempestes han pogut ser observades des de la Terra: des de fa segles, s'ha parlat d'estranyes llums brillants en la Lluna, coneguts com a fenòmens lunars transitoris o TLPs per les seves sigles en anglès. Alguns d'aquests fenòmens s'observen com a centelleigs, que en l'actualitat ja es creuen com a evidència visible de l'impacte de meteorits en la superfície lunar. Uns altres es veien com a lluentors vermelles o blancs amorfs, o fins i tot com a regions enfosquides amb boira que canvien de forma o desapareixen en qüestió de minuts o segons. Aquests núvols poden ser resultat de la llum solar reflectint-se en partícules de pols lunar suspeses en l'atmosfera.

## Efectes perjudicials de la pols lunar
Hi ha preocupacions que la pols lunar pugui tenir efectes perjudicials tant a la tecnologia d'un assentament en la lluna com en la tripulació que la mantingui:
- Enfosquiment de les superfícies, la qual cosa porta a un augment considerable de la radiació tèrmica.
- La naturalesa abrasiva de les partícules de pols lunar poden fregar i desgastar les superfícies per fricció.
- Poden causar efectes negatius en els revestiments de les juntes que s'utilitzen per segellar l'equipament del buit de l'espai, en lents òptiques, entre les quals s'inclouen panells solars i finestres a més del cablejat.
- Possibles danys als pulmons i els sistemes nerviós i cardiovascular dels astronautes.

S'haurien d'utilitzar els principis de la higiene astronàutica per avaluar els riscos de l'exposició a la pols lunar durant l'exploració de la superfície lunar i d'aquí determinar les mesures més apropiades a aplicar per controlar l'exposició a aquesta pols. Entre aquestes mesures podem incloure desfer-se del vestit espacial en una càmera de descompressió de tres fases, "aspirar" (eliminar les partícules) del vestit amb un imant abans de llevar-li-ho i utilitzar la ventilació de les instal·lacions amb un filtre de partícules d'alta eficiència per eliminar qualsevol pols lunar en l'atmosfera de la nau espacial.
Les propietats nocives de la pols lunar encara no es coneixen en profunditat. No obstant això, basat en resultats d'estudis fets amb pols lunar a la Terra, es creu que l'exposició a la pols lunar resultarà en majors riscos per a la salut tant per l'exposició directa (trastorns aguts) com per exposició a llarg termini (trastorns crònics). Això es deu al fet que la pols lunar és més reactiu químicament i té una àrea de superfície més gran i amb talls més serrats que la pols de la Terra. Si aquestes partícules reactives químicament entren en els pulmons poden causar trastorns respiratoris. L'exposició a llarg termini a aquesta pols pot causar trastorns respiratoris greus com la silicosi. Durant l'exploració lunar, els vestits dels astronautes es contaminaran amb pols lunar. Aquesta pols quedarà en l'atmosfera quan els astronautes es llevin els vestits. Entre els mètodes que es podran usar per evitar l'exposició a la pols lunar estan un augment de la taxa de circulació d'aire en les càmeres de descompressió, l'ús d'un vestit espacial amb dues capes, escuts contra la pols lunar, la separació magnètica d'alt nivell o l'ús d'energia solar per sinteritzar i fondre el regolita.

## Galeria

Concentracions relatives de diversos elements químics en la superfície lunar
Concentracions relatives (% en pes) de diversos elements químics a les terres altes lunars, a les terres baixes lunars i a la Terra